# إيفور باركر
إيفور باركر (6 مايو 1952 - )  (بالإنجليزية: Ivor Parker)‏ هو لاعب كريكت بريطاني.